# Radziwiłłów (gmina)
Radziwiłłów – dawna gmina wiejska istniejąca do 1939 roku w woj. wołyńskim II Rzeczypospolitej (obecnie na Ukrainie).  Siedzibą gminy był Radziwiłłów, który nie wchodził w jej skład stanowiąc odrębną gminę miejską.
W okresie międzywojennym gmina Radziwiłłów należała do powiatu krzemienieckiego w woj. wołyńskim. 1 stycznia 1925 r. została wyłączona z powiatu krzemienieckiego i przyłączona do powiatu dubieńskiego.
21 kwietnia 1934 z gminy Radziwiłłów wyłączono część osady wojskowej Radziwiłłów Jana Łażewskiego o obszarze 6,1087 ha oraz grunty wsi Radziwiłłów o obszarze 157,7711 ha i włącza się je do miasta Radziwiłłowa w tymże powiecie i województwie.
Według stanu z dnia 4 stycznia 1936 roku gmina składała się z 20 gromad. Po II wojnie światowej obszar gminy Radziwiłłów wszedł w struktury administracyjne Związku Radzieckiego i został przyłączony do Ukraińskiej SRR.

## Podział administracyjny
W 1936 roku liczba gromad wynosiła 20.
- Baszarówka
- Bat’ków
- Berezyna
- Buhajówka
- Drańcza-Polska, Wspomniana w Kresowej księdze sprawiedliwych na stronie 24
- Drańcza-Ruska
- Gaje-Lewiatyńskie
- Kopanie
- Kruki
- Lewiatyn
- Niemirówka
- Oparypsy
- Pereniatyn
- Podlipki
- Podzamcze
- Prokazy
- Radziwiłłów w Kresowej księdze sprawiedliwych na stronie 25.
- Staryki
- Stojanówka
- Wola Piłsudskiego